# Serafim Fernandes de Araújo
Pour les articles homonymes, voir Fernandes.
Serafím Fernandes de Araújo, né le 13 août 1924 à Minas Novas au Brésil et mort le 8 octobre 2019 à Belo Horizonte (Brésil), est un cardinal brésilien de l'Église catholique romaine, archevêque de Belo Horizonte de 1986 à 2004.

## Biographie

### Prêtre
Serafím Fernandes de Araújo est ordonné prêtre 12 mars 1949 par le cardinal Luigi Traglia pour le diocèse brésilien de Diamantina. Il a obtenu deux doctorats à l'Université pontificale grégorienne de Rome, l'un en théologie, l'autre en droit canon.
De retour dans son diocèse, il partage son temps entre son ministère paroissial, l'enseignement du droit canon aux séminaristes et la direction du bureau diocésain de la catéchèse.

### Évêque
Nommé évêque auxiliaire de Belo Horizonte au Brésil le 19 janvier 1959, Serafim Fernandes de Araújo est consacré le 7 mai suivant. Le 22 novembre 1982, il est nommé archevêque coadjuteur de ce même diocèse, avant d'en devenir le troisième archevêque titulaire le 5 février 1986. Il se retire de cette charge le 28 janvier 2004 pour raison d'âge.
Tout au long de son épiscopat, il reste très attentif aux questions concernant l'éducation et les communications sociales.

### Cardinal
Serafim Fernandes de Araújo a été créé cardinal par le pape Jean-Paul II lors du consistoire du 21 février 1998, avec le titre de cardinal-prêtre de S. Luigi Maria Grignion de Montfort.
Il perd sa qualité d'électeur le jour de ses 80 ans le 13 août 2004, c'est pourquoi il ne participe pas aux votes des conclaves de 2005 (élection de Benoît XVI) et de 2013 (élection de François).
Il meurt le 8 octobre 2019 à Belo Horizonte à l'âge de 95 ans.